# Vuohisaari (ö i Kymmenedalen, Kotka-Fredrikshamn)
Vuohisaari är en ö i Finland. Den ligger i vattendraget Pitkä-Kymi och i kommunen Kotka i den ekonomiska regionen  Kotka-Fredrikshamn  och landskapet Kymmenedalen, i den södra delen av landet, 110 km nordost om huvudstaden Helsingfors. Öns area är 4,1 hektar och dess största längd är 280 meter i nord-sydlig riktning.  Vuohisaari ligger i sjön Muhjärvi.